# Liste der Mitglieder des Shūgiin (48. Wahlperiode)
Diese Liste gibt einen Überblick über alle Mitglieder des Shūgiin (Abgeordnetenhaus), des Unterhauses der japanischen Kokkai (Nationalversammlung), in der 48. Wahlperiode (2017–2021), die mit der 195. Kokkai begann und mit der 205. endete.

## Fraktionen
Anmerkung: Kurze Übergangszeiten als Fraktionslose sind nicht in den Zu- und Abgängen geführt.
| Fraktion | Fraktion | hier verwendete Abkürzung | Wahlergebnis 2017 (Parteien)              | Beginn der Wahlperiode (195. Kokkai) | Ende der Wahlperiode (205. Kokkai; Stand 6. Oktober 2021) | Zugänge | Abgänge | Saldo |
| --- | --- | ------------------------- | ----------------------------------------- | ------------------------------------ | --------------------------------------------------------- | --- | --- | ----- |
| Liberaldemokratische Partei/Unabh. Vers. Jiyūminshutō・Mushozoku no kai (自由民主党・無所属の会) zeitweise nur Liberaldemokratische Partei (Jiyūminshutō) | Liberaldemokratische Partei/Unabh. Vers. Jiyūminshutō・Mushozoku no kai (自由民主党・無所属の会) zeitweise nur Liberaldemokratische Partei (Jiyūminshutō) | L                         | 281 (LDP) 3 (LDP-nachnominiert)           | 284                                  | 276                                                       | Miyazaki (Nachrücker) S. Aoyama (Nachrücker) Take. Yoshikawa (Nachrücker) Washio (Beitritt) Nagashima (Beitritt) Hosono (Beitritt) Azemoto (Nachrücker) Debata (Nachrücker) Ide (Beitritt) Fukazawa (Nachwahl) Komatsu (Nachrücker)                                                                                               | Ōshima (Präsident) Sonoda (Tod) T. Kitagawa (Tod) Ōmi (Rücktritt) T. Tabata (Rücktritt) Miura (auto. Rücktritt) Miyagawa (Tod) Mochizuki (Tod) T. Akimoto (Austritt) Kawai (Austritt) Ishizaki (Austritt) Taka. Yoshikawa (Rücktritt) Tanose (Austritt) Taka. Ōtsuka (Austritt) J. Matsumoto (Austritt) Shirasuka (Austritt) Sugawara (Rücktritt) Okonogi (Rücktritt) Takeshita (Tod)                                            | −8    |
| Rikken Minshutō・Mushozoku (立憲民主党・無所属) „KDP/Unabhängige“ Fraktionsgemeinschaft seit Oktober 2019 bis Sept. 2020 „KDP/DVP/Soz. Sicherg./Unabhängiges Forum“ (Rikken Minshu・Kokumin・Shaho・Mushozoku Forum) danach bis zum Austritt der DVP im Oktober 2020 立憲民主・国民・社民・無所属 Rikken Minshu・Kokumin・Shamin・Mushozoku, „KDP/DVP/SDP/Unabhängige“, danach bis Januar 2021 (立憲民主党・社民・無所属 Rikken Minshutō・Shamin・Mushozoku, „KDP/SDP/Unabhängige“) | Rikken Minshutō・Mushozoku (立憲民主党・無所属) „KDP/Unabhängige“ Fraktionsgemeinschaft seit Oktober 2019 bis Sept. 2020 „KDP/DVP/Soz. Sicherg./Unabhängiges Forum“ (Rikken Minshu・Kokumin・Shaho・Mushozoku Forum) danach bis zum Austritt der DVP im Oktober 2020 立憲民主・国民・社民・無所属 Rikken Minshu・Kokumin・Shamin・Mushozoku, „KDP/DVP/SDP/Unabhängige“, danach bis Januar 2021 (立憲民主党・社民・無所属 Rikken Minshutō・Shamin・Mushozoku, „KDP/SDP/Unabhängige“) | D                         | –                                         | –                                    | 112                                                       | Shina (Beitritt bei Gründung) Mabuchi (Beitritt bei Gründung) Ryū (Beitritt) Matsuo (Nachrücker) Matsuki (Nachwahl) | Ide (Austritt bei Gründung) Hatsushika (Austritt) Takai (Ausschluss) Asano (2. DVP-Fraktion) Kishimoto (2. DVP-Fraktion) Y. Tamaki (2. DVP-Fraktion) Nishioka (2. DVP-Fraktion) M. Furukawa (2. DVP-Fraktion) Maehara (2. DVP-Fraktion) Yamao (2. DVP-Fraktion) H. Honda (Rücktritt) Kakizawa (Austritt) | +112  |
| | Konstitutionell-Demokratische Partei/Unabh. Forum Rikken Minshutō・Mushozoku Forum bis Januar 2019 KDP/Bürgerklub (Rikken Minshutō・Shimin Club) | KDP                       | 54 (KDP) 1 (KDP-nachnominiert)            | 55                                   | –                                                         | A. Fukuda (Beitritt) Kikuta (Beitritt) Terata (Beitritt) Imai (Beitritt) Ogawa (Beitritt) Shun. Itō (Beitritt) K. Eda (Beitritt) Nakagawa (Beitritt) Azumi (Beitritt) E. Kaneko (Beitritt) Kuroiwa (Beitritt) K. Nakamura (Beitritt) H. Ōgushi (Beitritt) Tajima (Beitritt) Okada (Beitritt) Yamanoi (Beitritt) Yunoki (Beitritt) | Akamatsu (Vizepräsident) Hiyoshi (Austritt) | −55   |
| | Demokratische Volkspartei/Unabhängiger Klub Kokumin Minshutō・Mushozoku Club bis Mai 2018 Partei der Hoffnung/Unabhängiger Klub (Kibō no Tō・Mushozoku Club) | DVP                       | 50 (Kibō no Tō)                           | 51                                   | –                                                         | Haraguchi (Beitritt) Hirano (Beitritt) Shinohara (Beitritt) Ozawa (Fraktionsgemeinschaft) Hiyoshi (Fraktionsgemeinschaft) K. Satō (Beitritt) Yatagawa (Nachrücker) Yara (Nachwahl) | Matsubara (Austritt) K. Motomura (Austritt) Nagashima (Austritt) Na. Nakayama (Verbleib bei Kibō) K. Inoue (Verbleib bei Kibō) Hosono (Austritt) Ogawa (Austritt) H. Ōgushi (Austritt) Tajima (Austritt) Tarutoko (Austritt) Terata (Austritt) Ryū (Austritt) K. Satō (Austritt) Ide (Austritt) Shun. Itō (Austritt) Kakizawa (Austritt) Yunoki (Austritt/-schluss) Imai (Austritt) Shina (Austritt) Yamanoi (Austritt/-schluss) | −51   |
| | Shakaihoshō o tatenaosu kokumin kaigi „Volkskongress zur Erneuerung sozialer Sicherheit“ bis Januar 2019 „Versammlung der Unabhängigen“, Mushozoku no Kai | Shakaihoshō               | ≥14 (DFP-Mitglieder ohne Parteinomierung) | 13                                   | –                                                         | Genba (Beitritt) K. Nakamura (Beitritt) K. Motomura (Beitritt) H. Ōgushi (Beitritt) Tajima (Beitritt) Shigetoku (Beitritt) Ide (Beitritt) Nakajima (Beitritt) Matsubara (Beitritt) Kakizawa (Beitritt) | Haraguchi (Austritt) Hirano (Austritt) Shinohara (Austritt) Kikuta (Austritt) A. Fukuda (Austritt) K. Eda (Austritt) Nakagawa (Austritt) Azumi (Austritt) E. Kaneko (Austritt) Kuroiwa (Austritt) K. Nakamura (Austritt) H. Ōgushi (Austritt) Tajima (Austritt) Okada (Austritt) K. Motomura (Rücktritt) | −13   |
| | Sozialdemokratische Partei/Bürgerbund Shakaiminshutō・shimin rengō | SDP                       | 2 (SDP)                                   | 2                                    | –                                                         | – | – | −2    |
| | Liberale Partei Jiyūtō im September/Oktober 2018 vorübergehend aufgelöst, danach bis Januar 2019, dann Fraktionsgemeinschaft mit DVP | LP                        | 2 (LP-Mitglieder ohne Parteinominierung)  | 2                                    | –                                                         | Hiyoshi (Beitritt) | D. Tamaki (Rücktritt) Ozawa (Fraktionsgemeinschaft) Hiyoshi (Fraktionsgemeinschaft) | −2    |
| Kōmeitō (公明党) „Gerechtigkeitspartei“ | Kōmeitō (公明党) „Gerechtigkeitspartei“ | Kōmeitō                   | 29 (Kōmeitō)                              | 29                                   | 29                                                        | N. Yoshida (Nachrücker) | Tōyama (Rücktritt) | 0     |
| Kommunistische Partei Japans Nihon Kyōsantō (日本共産党) | Kommunistische Partei Japans Nihon Kyōsantō (日本共産党) | KPJ                       | 12 (KPJ)                                  | 12                                   | 12                                                        | Shimizu (Nachrücker) | Ta. Miyamoto (Rücktritt) | 0     |
| Nippon Ishin no Kai・Mushozoku no kai (日本維新の会・無所属の会) „Vereinigung zur Reformation/Restauration Japan/Unabh. Vers.“ bis Februar 2020 nur Nippon Ishin no Kai | Nippon Ishin no Kai・Mushozoku no kai (日本維新の会・無所属の会) „Vereinigung zur Reformation/Restauration Japan/Unabh. Vers.“ bis Februar 2020 nur Nippon Ishin no Kai | Ishin                     | 11 (Ishin)                                | 11                                   | 11                                                        | Fujita (Nachwahl) M. Aoyama (Beitritt) Minobe (Nachrücker) | Maruyama (Ausschluss) Shimoji (Austritt/Ausschluss) Tanihata (Rücktritt) | 0     |
| Kokumin Minshutō・Mushozoku Club (国民民主党・無所属クラブ) „Demokratische Volkspartei/Unabh. Klub“ seit Oktober 2020 | Kokumin Minshutō・Mushozoku Club (国民民主党・無所属クラブ) „Demokratische Volkspartei/Unabh. Klub“ seit Oktober 2020 | DVP                       | –                                         | –                                    | 10                                                        | Asano (Gründungsmitglied) Kishimoto (Gründungsmitglied) Takai (Gründungsmitglied) Y. Tamaki (Gründungsmitglied) Nishioka (Gründungsmitglied) M. Furukawa (Gründungsmitglied) Maehara (Gründungsmitglied) Yamao (Gründungsmitglied) Na. Nakayama (Gründungsmitglied) K. Inoue (Gründungsmitglied) Maya Yamazaki (Nachrücker)       | Takai (Austritt) | +10   |
| Kibō no Tō (希望の党) „Partei der Hoffnung“ ab Mai 2018, technisch als Neugründung/Abspaltung der Rumpfpartei von der Kibō no Tō→DVP, bis Oktober 2020 | Kibō no Tō (希望の党) „Partei der Hoffnung“ ab Mai 2018, technisch als Neugründung/Abspaltung der Rumpfpartei von der Kibō no Tō→DVP, bis Oktober 2020 | Kibō                      | –                                         | –                                    | –                                                         | Na. Nakayama (Gründungsmitglied) K. Inoue (Gründungsmitglied) | Na. Nakayama (bei Auflösung) K. Inoue (bei Auflösung) | 0     |
| Mirai Nippon „Zukunft Japan“ Oktober 2018–Juli 2019 | Mirai Nippon „Zukunft Japan“ Oktober 2018–Juli 2019 | Mirai                     | –                                         | –                                    | –                                                         | Nagashima (Gründungsmitglied) Ryū (Gründungsmitglied) | Nagashima (bei Auflösung) Ryū (bei Auflösung) | 0     |
| Fraktionslos | Fraktionslos | fraktionslos              | ≤6 (Parteilose ohne Parteinominierung)    | 6                                    | 11                                                        | Ōshima (Präsident) Akamatsu (Vizepräsident) Matsubara Nagashima Hosono Ogawa Yunoki Ryū K. Satō Kakizawa Tarutoko Ide Mabuchi (Nachrücker) Maruyama Shina Ryū Ide T. Akimoto Shimoji Hatsushika Takai Kawai Ishizaki Taka. Ōtsuka Tanose J. Matsumoto Shirasuka Kakizawa Takai                                                    | Genba K. Nakamura Ogawa Shigetoku Nagashima Ryū Ide Nakajima Tarutoko (Rücktritt) K. Satō Washio Matsubara Kakizawa Hosono Yunoki Shina Mabuchi Ide Ryū M. Aoyama Takai (2. DVP-Fraktion) Hatsushika (Rücktritt) Kawai (Rücktritt) Ishizaki (Rücktritt) | +5    |
| Summe | Summe | Summe                     | 465                                       | 465                                  | 461                                                       | | | −4    |

## Präsidium
- Präsident: Tadamori Ōshima (fraktionslos, LDP)
- Vizepräsident: Hirotaka Akamatsu (fraktionslos, KDP)

## PremierministerwahlenundKabinette
- 1. November 2017
Shinzō Abe (LDP) wird im 1. Wahlgang mit 312 Stimmen zum Premierminister von Japan gewählt; weitere Abgeordnete mit Stimmen waren: Yukio Edano (KDP) 60, Shū Watanabe (Kibō) 51, Kōhei Ōtsuka (Sangiin, DFP) 16, Kazuo Shii (KPJ) 12, Toranosuke Katayama (Sangiin, Ishin) 11, Seiji Maehara (Kibō, Partei: DFP) 1, Eiichirō Washio (fraktionslos, Partei: DFP) 1. Das Sangiin wählt ebenfalls im 1. Wahlgang Shinzō Abe. Gebildete Regierung (LDP-Kōmeitō-Koalition): Kabinett Shinzō Abe IV & 1. und 2. Umbildung.
- 16. September 2020
Yoshihide Suga (LDP) wird im 1. Wahlgang mit 314 Stimmen zum Premierminister gewählt; weitere Abgeordnete mit Stimmen waren: Yukio Edano (KDP) 134, Toranosuke Katayama (Sangiin, Ishin) 11, Nariaki Nakayama (Kibō) 2, Shinjirō Koizumi (LDP) 1. Das Sangiin wählt Suga ebenfalls im ersten Wahlgang (Suga 142, Edano 78, Katayama 16, Takae Itō (Sangiin, DVP) 1, leere Stimmzettel 3).[2] Gebildete Regierung (LDP-Kōmeitō-Koalition): Kabinett Suga
- 4. Oktober 2021
Fumio Kishida (LDP) wird im ersten Wahlgang mit 311 Stimmen zum Premierminister designiert; weitere Abgeordnete mit Stimmen: Yukio Edano (KDP) 124, Toranosuke Katayama (Sangiin, Ishin) 11, Yūichirō Tamaki (DVP) 11, Sanae Takaichi (LDP) 1. Das Sangiin wählt Kishida ebenfalls im ersten Wahlgang (Kishida 141, Edano 65, Katayama 15, Tamaki 15, Yukiko Kada (Sangiin, Hekisuikai) 2, Yoshimi Watanabe (Sangiin, Minna no Tō) 2, Takae Itō (Sangiin, DVP) 1). Gebildete Regierung (LDP-Kōmeitō-Koalition): Kabinett Kishida I

## Liste der Abgeordneten
Abkürzungen/Legende:
- Vw. steht für Verhältniswahlblock (比例ブロック hirei burokku)
- Die Sortierung der Wahlkreis-Spalte erfolgt nach Mehrheitswahl/Verhältniswahl-Wahlkreisen und von Nord nach Süd in der in Japan üblichen Reihenfolge (ISO 3166-2:JP).
- In der Spalte „parl. Sen.“ (für „parlamentarische Seniorität“) ist die Anzahl der individuellen Wahlerfolge (当選回数 tōsen kaisū) angegeben, die nicht in allen Fällen mit den Wahlperioden der Kammer übereinstimmt, da es durch das Grabenwahlsystem im Falle eines erfolgreichen Wechsels von einem Verhältniswahlsitz auf einen Mehrheitswahlsitz möglich ist, in einer Wahlperiode der Kammer zweimal als Abgeordneter gewählt zu werden. Unter anderem bestimmt die „parlamentarische Seniorität“ die Sitzordnung innerhalb der Fraktionen.
- schattiert: Abgeordnete, die nicht für die gesamte Periode Mitglieder waren

| Name                 | Fraktion     | Wahlkreis              | parl. Sen.         | Anmerkungen |
| -------------------- | ------------ | ---------------------- | ------------------ | --- |
| Ichirō Aisawa        | L            | Okayama 1              | 11                 | |
| Yōichirō Aoyagi      | D            | Kanagawa 6             | 3                  | Gewählt für die KDP |
| Shūhei Aoyama        | L            | Vw. Tōkai              | 3                  | Nachrücker für Sei Ōmi im Februar 2019 |
| Masayuki Aoyama      | Ishin        | Vw. Tōkai              | 1                  | Gewählt für die KDP, Parteimitgliedschaft bereits vor der konstituierenden Sitzung suspendiert, von Beginn fraktionslos, 2018 auch aus der Partei ausgetreten, Februar 2020 zur Ishin-Fraktion                                                                 |
| Yamato Aoyama        | D            | Vw. Nord-Kantō         | 1                  | Gewählt für die Kibō no Tō, Wechsel zur „neuen“ KDP im September 2020 |
| Ryōsei Akazawa       | L            | Tottori 2              | 5                  | |
| Kazuyoshi Akaba      | Kōmeitō      | Hyōgo 2                | 8                  | |
| Jirō Akama           | L            | Kanagawa 14            | 4                  | |
| Hirotaka Akamatsu    | fraktionslos | Aichi 5                | 10                 | KDP, seit der Wahl zum Vizepräsidenten fraktionslos |
| Seiken Akamine       | KPJ          | Okinawa 1              | 7                  | |
| Ken’ya Akiba         | L            | Miyagi 2               | 6                  | |
| Tsukasa Akimoto      | fraktionslos | Tokio 15               | 3 [+1 im Sangiin]  | Gewählt für die LDP, Austritt im Dezember 2019 |
| Masatoshi Akimoto    | L            | Chiba 9                | 3                  | |
| Yukihiko Akutsu      | D            | Vw. Tōhoku             | 4                  | Gewählt für die KDP |
| Satoshi Asano        | DVP          | Vw. Nord-Kantō         | 1                  | Gewählt für die Kibō no Tō, im Oktober 2020 bei Auflösung der KDP-DVP-Fraktionsgemeinschaft zur DVP-Fraktion |
| Jun Azumi            | D            | Miyagi 5               | 8                  | Gewählt als DFP-Mitglied ohne Parteinominierung, zur Fraktion Mushozoku no Kai, Parteiaustritt im Mai 2018, Wechsel zur KDP-Fraktion im Januar 2019, Beitritt zur KDP im September 2019                                                                        |
| Shōgo Azemoto        | L            | Vw. Chūgoku            | 1                  | Nachrücker für Yasushi Miura im Juli 2019 |
| Tarō Asō             | L            | Fukuoka 8              | 13                 | |
| Yasushi Adachi       | Ishin        | Vw. Kinki              | 3                  | |
| Yōichi Anami         | L            | Ōita 1                 | 3                  | |
| Shinzō Abe           | L            | Yamaguchi 4            | 9                  | |
| Toshiko Abe          | L            | Okayama 3              | 5                  | Gewählt ohne Parteinominierung, rückwirkend nachnominiert |
| Tomoko Abe           | D            | Kanagawa 12            | 7                  | Gewählt für die KDP |
| Akira Amari          | L            | Kanagawa 13            | 12                 | |
| Satoshi Arai         | D            | Hokkaidō 3             | 8                  | Gewählt für die KDP |
| Takao Andō           | L            | Vw. Tokio              | 1                  | |
| Hiroshi Andō         | L            | Kyōto 6                | 3                  | |
| Maki Ikeda           | D            | Vw. Hokkaidō           | 1                  | Gewählt für die KDP |
| Michitaka Ikeda      | L            | Vw. Chūgoku            | 3                  | |
| Yoshitaka Ikeda      | L            | Vw. Tōkai              | 3                  | |
| Shin’ichi Isa        | Kōmeitō      | Osaka 6                | 3                  | |
| Keiichi Ishii        | Kōmeitō      | Vw. Nord-Kantō         | 9                  | |
| Akimasa Ishikawa     | L            | Ibaraki 5              | 3                  | |
| Kaori Ishikawa       | D            | Hokkaidō 11            | 1                  | Gewählt für die KDP |
| Tōru Ishizaki        | fraktionslos | Vw. Hokuriku-Shin’etsu | 3                  | Gewählt für die LDP, Austritt im Oktober 2020, Rücktritt im September 2021 |
| Noritoshi Ishida     | Kōmeitō      | Vw. Shikoku            | 8                  | |
| Masatoshi Ishida     | L            | Wakayama 2             | 7                  | |
| Shigeru Ishiba       | L            | Tottori 1              | 11                 | |
| Nobuteru Ishihara    | L            | Tokio 8                | 10                 | |
| Hirotaka Ishihara    | L            | Tokio 3                | 4                  | |
| Kenta Izumi          | D            | Kyōto 3                | 7                  | Gewählt für die Kibō no Tō, Wechsel zur „neuen“ KDP im September 2020 |
| Hirohiko Izumida     | L            | Niigata 5              | 1                  | |
| Yōsei Ide            | L            | Nagano 3               | 3                  | Gewählt für die Kibō no Tō, Austritt im Mai 2018, Beitritt zur Fraktion Shakaihoshō o tatenaosu kokumin kaigi im Januar 2019, mit Gründung der KDP-DVP-Shakaihoshō-Fraktionsgemeinschaft im Oktober 2019 fraktionslos, Beitritt zur LDP im Dezember 2019       |
| Shunsuke Itō         | D            | Vw. Tokio              | 1                  | Gewählt für die Kibō no Tō, Austritt aus der DVP und Beitritt zur KDP-Fraktion im Januar 2019, Beitritt zur „neuen“ KDP im September 2020 |
| Shintarō Itō         | L            | Miyagi 4               | 6                  | |
| Tadahiko Itō         | L            | Aichi 8                | 4                  | |
| Tatsuya Itō          | L            | Tokio 22               | 8                  | |
| Yoshitaka Itō        | L            | Hokkaidō 7             | 4                  | |
| Wataru Itō           | Kōmeitō      | Vw. Tōkai              | 4                  | |
| Tomomi Inada         | L            | Fukui 1                | 5                  | |
| Hisashi Inatsu       | Kōmeitō      | Hokkaidō 10            | 4                  | |
| Shūji Inatomi        | D            | Vw. Kyūshū             | 2                  | Gewählt für die Kibō no Tō, Wechsel zur „neuen“ KDP im September 2020 |
| Toshirō Ino          | L            | Gunma 2                | 3                  | |
| Kazunori Inoue       | DVP          | Vw. Kinki              | 1                  | Gewählt für die Kibō no Tō, Verbleib bei der Rumpf- bzw. Wechsel zur neuen Kibō no Tō im Mai 2018, im Oktober 2020 zur DVP-Fraktion |
| Shinji Inoue         | L            | Tokio 25               | 6                  | |
| Takahiro Inoue       | L            | Fukuoka 1              | 3                  | |
| Hidetaka Inoue       | Ishin        | Vw. Kinki              | 3                  | |
| Yoshihisa Inoue      | Kōmeitō      | Vw. Tōhoku             | 9                  | |
| Tatsunori Ibayashi   | L            | Shizuoka 2             | 3                  | |
| Bunmei Ibuki         | L            | Kyōto 1                | 12                 | |
| Masato Imai          | D            | Vw. Tōkai              | 4                  | Gewählt für die Kibō no Tō, Austritt aus der DVP und Beitritt zur KDP-Fraktion im Oktober 2018, Beitritt zur „neuen“ KDP im September 2020 |
| Sōichirō Imaeda      | L            | Aichi 14               | 3                  | |
| Masahiro Imamura     | L            | Vw. Kyūshū             | 8                  | |
| Kazuchika Iwata      | L            | Vw. Kyūshū             | 3                  | |
| Takeshi Iwaya        | L            | Ōita 3                 | 8                  | |
| Kentarō Uesugi       | L            | Vw. Tōhoku             | 4                  | |
| Ken’ichirō Ueno      | L            | Shiga 2                | 4                  | |
| Hiroshi Ueno         | L            | Vw. Süd-Kantō          | 2 [+1 im Sangiin]  | |
| Tomoko Ukishima      | Kōmeitō      | Vw. Kinki              | 3 [+1 im Sangiin]  | |
| Yukio Ubukata        | D            | Vw. Süd-Kantō          | 6                  | Gewählt für die KDP |
| Yasuto Urano         | Ishin        | Vw. Kinki              | 3                  | |
| Tetsuma Esaki        | L            | Aichi 10               | 7                  | |
| Kenji Eda            | D            | Kanagawa 8             | 6                  | Gewählt ohne Parteinominierung (DFP-Parteiaustritt bereits vor der Wahl eingereicht), zur Fraktion Mushozoku no Kai, Fraktionsaustritt im Dezember 2018, Beitritt zur KDP-Fraktion im Januar 2019, Beitritt zur „neuen“ KDP im September 2020                  |
| Yasuyuki Eda         | Kōmeitō      | Vw. Kyūshū             | 7                  | |
| Yukio Edano          | D            | Saitama 5              | 9                  | Gewählt für die KDP |
| Akinori Eto          | L            | Vw. Tōhoku             | 7                  | |
| Seishirō Etō         | L            | Ōita 2                 | 12 [+1 im Sangiin] | |
| Taku Etō             | L            | Miyazaki 2             | 6                  | |
| Takashi Endō         | Ishin        | Osaka 18               | 3                  | |
| Toshiaki Endō        | L            | Yamagata 1             | 8                  | |
| Toshitaka Ōoka       | L            | Shiga 1                | 3                  | |
| Masako Ōkawara       | D            | Vw. Nord-Kantō         | 1 [+1 im Sangiin]  | Gewählt für die KDP |
| Hiroshi Ōgushi       | D            | Saga 2                 | 5                  | Gewählt für die Kibō no Tō, Austritt und Beitritt zur Fraktion Mushozoku no Kai im Mai 2018, Wechsel zur KDP-Fraktion im Januar 2019, Beitritt zur KDP im September 2019                                                                                       |
| Masaki Ōgushi        | L            | Hyōgo 6                | 3                  | |
| Yoshinori Ōguchi     | Kōmeitō      | Vw. Tōkai              | 8                  | |
| Kazuhide Ōkuma       | L            | Vw. Kinki              | 2                  | |
| Seiji Ōsaka          | D            | Hokkaidō 8             | 4                  | Gewählt ohne Parteinominierung, rückwirkend KDP-nachnominiert |
| Atsushi Ōshima       | D            | Saitama 6              | 7                  | Gewählt für die Kibō no Tō, Wechsel zur „neuen“ KDP im September 2020 |
| Tadamori Ōshima      | fraktionslos | Aomori 2               | 12                 | LDP, seit der Wahl zum Präsidenten fraktionslos |
| Akihiro Ōta          | Kōmeitō      | Tokio 12               | 8                  | |
| Masataka Ōta         | Kōmeitō      | Vw. Hokuriku-Shin’etsu | 1                  | |
| Takashi Ōtsuka       | fraktionslos | Osaka 8                | 4                  | Gewählt für die LDP, Austritt im Februar 2021 |
| Taku Ōtsuka          | L            | Saitama 9              | 4                  | |
| Kensuke Ōnishi       | D            | Aichi 13               | 4                  | Gewählt für die Kibō no Tō, Wechsel zur „neuen“ KDP im September 2020 |
| Hideo Ōnishi         | L            | Tokio 16               | 3                  | |
| Hiroyuki Ōnishi      | L            | Osaka 1                | 2                  | |
| Keitarō Ōno          | L            | Kagawa 3               | 3                  | |
| Sei Ōmi              | L            | Vw. Tōkai              | 6                  | Rücktritt im Januar 2019 für Bürgermeisterkandidatur in Anjō |
| Shōhei Okashita      | L            | Vw. Kinki              | 2                  | |
| Kazumasa Okajima     | D            | Vw. Süd-Kantō          | 3                  | Gewählt für die KDP |
| Katsuya Okada        | D            | Mie 3                  | 10                 | Gewählt als DFP-Mitglied ohne Parteinominierung, zur Fraktion Mushozoku no Kai, Parteiaustritt im Mai 2018, Wechsel zur KDP-Fraktion im Januar 2019, Beitritt zur „neuen“ KDP im September 2020                                                                |
| Akiko Okamoto        | D            | Vw. Tōhoku             | 1                  | Gewählt für die KDP |
| Mitsunari Okamoto    | Kōmeitō      | Vw. Nord-Kantō         | 3                  | |
| Mitsunori Okamoto    | D            | Vw. Tōkai              | 5                  | Gewählt für die Kibō no Tō, Wechsel zur „neuen“ KDP im September 2020 |
| Jun’ya Ogawa         | D            | Vw. Shikoku            | 5                  | Gewählt für die Kibō no Tō, Austritt im Mai 2018, Beitritt zur KDP-Fraktion im September 2018, Beitritt zur „neuen“ KDP im September 2020 |
| Shinsuke Okuno       | L            | Vw. Kinki              | 5                  | |
| Sōichirō Okuno       | D            | Vw. Süd-Kantō          | 4                  | Gewählt für die Kibō no Tō, Wechsel zur „neuen“ KDP im September 2020 |
| Shinji Oguma         | D            | Vw. Tōhoku             | 3 [+1 im Sangiin]  | Gewählt für die Kibō no Tō, Wechsel zur „neuen“ KDP im September 2020 |
| Masanobu Ogura       | L            | Tokio 23               | 3                  | |
| Hachirō Okonogi      | L            | Kanagawa 3             | 8                  | Rücktritt im Juli 2021 für Kandidatur bei Bürgermeisterwahl in der Stadt Yokohama |
| Yasuhiro Ozato       | L            | Kagoshima 3            | 5                  | |
| Ichirō Ozawa         | D            | Iwate 3                | 17                 | Gewählt als LP-Mitglied ohne Parteinominierung, September–Oktober 2018 vorübergehend fraktionslos, Fraktionsgemeinschaft mit DVP ab Januar 2019, Fusion in die DVP im April 2019, Wechsel zur „neuen“ KDP im September 2020                                    |
| Kiyoshi Odawara      | L            | Vw. Tokio              | 3                  | |
| Takao Ochi           | L            | Vw. Tokio              | 4                  | |
| Takayuki Ochiai      | D            | Tokio 6                | 2                  | Gewählt für die KDP |
| Kanako Otsuji        | D            | Vw. Kinki              | 1 [+1 im Sangiin]  | Gewählt für die KDP |
| Makoto Oniki         | L            | Fukuoka 2              | 3                  | |
| Itsunori Onodera     | L            | Miyagi 6               | 7                  | |
| Yūko Obuchi          | L            | Gunma 5                | 7                  | |
| Asako Omi            | L            | Gunma 1                | 2                  | |
| Banri Kaieda         | D            | Tokio 1                | 7                  | Gewählt für die KDP |
| Mito Kakizawa        | fraktionslos | Vw. Tokio              | 4                  | Gewählt für die Kibō no Tō, Austritt im Mai 2018, Beitritt zur Fraktion Shakaihoshō o tatenaosu kokumin kaigi im Mai 2019, Austritt aus der D-Fraktion im Oktober 2021                                                                                         |
| Akira Kasai          | KPJ          | Vw. Tokio              | 5 [+1 im Sangiin]  | |
| Hiroshi Kajiyama     | L            | Ibaraki 4              | 3                  | |
| Takaaki Katsumata    | L            | Vw. Tōkai              | 3                  | |
| Hirofumi Kado        | L            | Vw. Kinki              | 3                  | |
| Ayuko Katō           | L            | Yamagata 3             | 2                  | |
| Katsunobu Katō       | L            | Okayama 5              | 6                  | |
| Kanji Katō           | L            | Nagasaki 2             | 3                  | |
| Hiroaki Kadoyama     | L            | Chiba 1                | 3                  | |
| Emi Kaneko           | D            | Fukushima 1            | 2 [+1 im Sangiin]  | Gewählt als DFP-Mitglied ohne Parteinominierung, zur Fraktion Mushozoku no Kai, Parteiaustritt im Mai 2018, Wechsel zur KDP-Fraktion im Januar 2019, Beitritt zur „neuen“ KDP im September 2020                                                                |
| Shunpei Kaneko       | L            | Gifu 4                 | 1                  | |
| Masuo Kaneko         | L            | Kagoshima 2            | 3                  | |
| Yasushi Kaneko       | L            | Kumamoto 4             | 7                  | |
| Katsutoshi Kaneda    | L            | Akita 2                | 4 [+2 im Sangiin]  | |
| Yōko Kamikawa        | L            | Shizuoka 1             | 6                  | |
| Noboru Kamitani      | L            | Vw. Kinki              | 2                  | |
| Hiroshi Kamiya       | D            | Vw. Hokkaidō           | 1                  | Gewählt für die KDP |
| Saichi Kamiyama      | L            | Saitama 7              | 3                  | |
| Akiko Kamei          | D            | Vw. Chūgoku            | 1 [+1 im Sangiin]  | Gewählt für die KDP |
| Yoshitami Kameoka    | L            | Vw. Tōhoku             | 4                  | |
| Ichirō Kamoshita     | L            | Tokio 13               | 9                  | |
| Katsuyuki Kawai      | fraktionslos | Hiroshima 3            | 7                  | Gewählt für die LDP, Austritt im Juni 2020, Rücktritt im April 2021 |
| Hiroshi Kawauchi     | D            | Kagoshima 1            | 6                  | Gewählt für die KDP |
| Jirō Kawasaki        | L            | Vw. Tōkai              | 12                 | |
| Takeo Kawamura       | L            | Yamaguchi 3            | 10                 | |
| Naoto Kan            | D            | Tokio 18               | 13                 | Gewählt für die KDP |
| Ichirō Kanke         | L            | Fukushima 4            | 3                  | |
| Kenji Kanda          | L            | Vw. Tōkai              | 3                  | |
| Yutaka Kanda         | L            | Vw. Nord-Kantō         | 1                  | |
| Takashi Kii          | D            | Vw. Kyūshū             | 3                  | Gewählt für die Kibō no Tō, Wechsel zur „neuen“ KDP im September 2020 |
| Minoru Kiuchi        | L            | Shizuoka 7             | 5                  | |
| Hitoshi Kikawada     | L            | Saitama 3              | 3                  | |
| Makiko Kikuta        | D            | Niigata 4              | 6                  | Gewählt als DFP-Mitglied ohne Parteinominierung, zur Fraktion Mushozoku no Kai, Parteiaustritt um den Jahreswechsel 2017/18, Wechsel zur KDP-Fraktion im Mai 2018, Beitritt zur „neuen“ KDP im September 2020                                                  |
| Nobuo Kishi          | L            | Yamaguchi 2            | 3 [+2 im Sangiin]  | |
| Fumio Kishida        | L            | Hiroshima 1            | 9                  | |
| Shūhei Kishimoto     | DVP          | Wakayama 1             | 4                  | Gewählt für die Kibō no Tō, im Oktober 2020 bei Auflösung der KDP-DVP-Fraktionsgemeinschaft zur DVP-Fraktion |
| Kazuo Kitagawa       | Kōmeitō      | Osaka 16               | 9                  | |
| Tomokatsu Kitagawa   | L            | Osaka 12               | 6                  | † 26. Dezember 2018 |
| Seigo Kitamura       | L            | Nagasaki 4             | 7                  | |
| Seiji Kihara         | L            | Tokio 20               | 4                  | |
| Minoru Kihara        | L            | Kumamoto 1             | 4                  | |
| Jirō Kimura          | L            | Aomori 3               | 1                  | |
| Tetsuya Kimura       | L            | Vw. Süd-Kantō          | 1                  | |
| Yayoi Kimura         | L            | Vw. Kinki              | 2                  | |
| Shūji Kira           | D            | Vw. Kyūshū             | 5                  | Gewählt für die Kibō no Tō, seit der Auflösung der „alten“/Bildung der „neuen“ DVP im September 2020 parteilos |
| Seiichi Kushida      | Ishin        | Vw. Süd-Kantō          | 1                  | |
| Shōzō Kudō           | L            | Aichi 4                | 3                  | |
| Tōru Kunishige       | Kōmeitō      | Osaka 5                | 3                  | |
| Ayano Kunimitsu      | L            | Ibaraki 6              | 1                  | |
| Hiromichi Kumada     | L            | Aichi 1                | 3                  | |
| Takahiro Kuroiwa     | D            | Niigata 3              | 3 [+1 im Sangiin]  | Gewählt als DFP-Mitglied ohne Parteinominierung, zur Fraktion Mushozoku no Kai, Parteiaustritt um den Jahreswechsel 2017/18, Wechsel zur KDP-Fraktion im Januar 2019, Beitritt zur KDP im September 2019                                                       |
| Kōichirō Genba       | D            | Fukushima 3            | 9                  | Gewählt als DFP-Mitglied ohne Parteinominierung, fraktionslos, Beitritt zur Fraktion Mushozoku no Kai im Mai 2019, Parteiaustritt im April/Mai 2018, Beitritt zur „neuen“ KDP im September 2020                                                                |
| Kentarō Genma        | D            | Vw. Tōkai              | 1                  | Gewählt für die Kibō no Tō, Wechsel zur „neuen“ KDP im September 2020 |
| Shinjirō Koizumi     | L            | Kanagawa 11            | 4                  | |
| Ryūji Koizumi        | L            | Saitama 11             | 6                  | Gewählt ohne Parteinominierung, rückwirkend nachnominiert |
| Tarō Kōno            | L            | Kanagawa 15            | 8                  | |
| Masahiro Kōmura      | L            | Yamaguchi 1            | 1                  | |
| Atsushi Koga         | L            | Fukuoka 3              | 3                  | |
| Keiji Kokuta         | KPJ          | Vw. Kinki              | 9                  | |
| Kōnoskuke Kokuba     | L            | Vw. Kyūshū             | 3                  | |
| Toshifumi Kojima     | L            | Vw. Chūgoku            | 3                  | |
| Hiroo Kotera         | L            | Shiga 4                | 1                  | |
| Shigeyuki Gotō       | L            | Nagano 4               | 6                  | |
| Yūichi Gotō          | D            | Vw. Süd-Kantō          | 4                  | Gewählt für die Kibō no Tō, Wechsel zur „neuen“ KDP im September 2020 |
| Masazumi Gotōda      | L            | Tokushima 1            | 7                  | |
| Shigeki Kobayashi    | L            | Nara 1                 | 2                  | |
| Takayuki Kobayashi   | L            | Chiba 2                | 3                  | |
| Fumiaki Kobayashi    | L            | Hiroshima 7            | 3                  | |
| Yutaka Komatsu       | L            | Vw. Hokuriku-Shin’etsu | 3                  | Nachrücker für Tōru Ishizaki im Oktober 2021 |
| Yasuko Komiyama      | D            | Vw. Nord-Kantō         | 6                  | Gewählt für die Kibō no Tō, Wechsel zur „neuen“ KDP im September 2020 |
| Kazuya Kondō         | D            | Vw. Hokuriku-Shin’etsu | 2                  | Gewählt für die Kibō no Tō, Wechsel zur „neuen“ KDP im September 2020 |
| Shōichi Kondō        | D            | Aichi 3                | 8                  | Gewählt für die KDP |
| Takeshi Saiki        | D            | Vw. Hokuriku-Shin’etsu | 2                  | Gewählt für die Kibō no Tō, Wechsel zur „neuen“ KDP im September 2020 |
| Ken Saitō            | L            | Chiba 7                | 4                  | |
| Tetsuo Saitō         | Kōmeitō      | Vw. Chūgoku            | 9                  | |
| Hiroaki Saitō        | L            | Vw. Hokuriku-Shin’etsu | 3                  | |
| Manabu Sakai         | L            | Kanagawa 5             | 4                  | |
| Tetsushi Sakamoto    | L            | Kumamoto 3             | 6                  | |
| Shū Sakurai          | D            | Vw. Kinki              | 1                  | Gewählt für die KDP |
| Yoshitaka Sakurada   | L            | Chiba 8                | 7                  | |
| Hiroyoshi Sasagawa   | L            | Gunma 3                | 3                  | |
| Takahiro Sasaki      | D            | Hokkaidō 6             | 4                  | Gewählt für die KDP |
| Hajime Sasaki        | L            | Ishikawa 2             | 3                  | |
| Akio Satō            | L            | Vw. Nord-Kantō         | 1                  | |
| Akira Satō           | L            | Osaka 2                | 5                  | |
| Kōji Satō            | D            | Hiroshima 6            | 3                  | Gewählt für die Kibō no Tō, Austritt im Mai 2018, (wieder) Beitritt zur DVP-Fraktion im März 2019, Beitritt zur „neuen“ KDP im September 2020 |
| Shigeki Satō         | Kōmeitō      | Osaka 3                | 9                  | |
| Tsutomu Satō         | L            | Tochigi 4              | 8                  | |
| Hidemichi Satō       | Kōmeitō      | Vw. Hokkaidō           | 3                  | |
| Yukari Satō          | L            | Vw. Kinki              | 3 [+1 im Sangiin]  | |
| Kazuo Shii           | KPJ          | Vw. Süd-Kantō          | 9                  | |
| Tetsuya Shiokawa     | KPJ          | Vw. Nord-Kantō         | 7                  | |
| Yasuhisa Shiozaki    | L            | Ehime 1                | 8 [+1 im Sangiin]  | |
| Ryū Shionoya         | L            | Shizuoka 8             | 9                  | |
| Kazuhiko Shigetoku   | D            | Aichi 12               | 3                  | Gewählt als [Ex- ?] DFP-Mitglied ohne Parteinominierung [Datum DFP-Parteiaustritt?], fraktionslos, Beitritt zur Fraktion Mushozoku no Kai 2018, Beitritt zur „neuen“ KDP im September 2020                                                                     |
| Mamoru Shigemoto     | L            | Vw. Kinki              | 1                  | |
| Takeshi Shina        | D            | Iwate 1                | 5                  | Gewählt für die Kibō no Tō, Austritt aus der DVP im Mai 2019, Beteiligung an KDP-DVP-Fraktionsgemeinsschaft im Oktober 2019, Beitritt zur „neuen“ KDP im September 2020                                                                                        |
| Gō Shinohara         | D            | Vw. Süd-Kantō          | 2                  | Gewählt für die KDP |
| Takashi Shinohara    | D            | Nagano 1               | 6                  | Gewählt als DFP-Mitglied ohne Parteinominierung, zur Fraktion Mushozoku no Kai, Fraktionswechsel zur Kibō-/DVP-Fraktion nach Parteifusion der DFP zur DVP im Mai 2018, Parteiwechsel zur „neuen“ KDP im September 2020                                         |
| Masahiko Shibayama   | L            | Saitama 8              | 6                  | |
| Tadashi Shimizu      | KPJ          | Vw. Kinki              | 2                  | Nachrücker für Takeshi Miyamoto im April 2019 |
| Mikio Shimoji        | fraktionslos | Vw. Kyūshū             | 6                  | Gewählt für Ishin (gleichzeitig Sōzō-Vorsitzender), Ishin-Austrittsgesuch/Ausschluss im Januar 2020 |
| Mitsu Shimojō        | D            | Nagano 2               | 4                  | Gewählt für die Kibō no Tō, Wechsel zur „neuen“ KDP im September 2020 |
| Hakubun Shimomura    | L            | Tokio 11               | 8                  | |
| Yōichi Shiraishi     | D            | Ehime 3                | 2                  | Gewählt für die Kibō no Tō, Wechsel zur „neuen“ KDP im September 2020 |
| Takaki Shirasuka     | fraktionslos | Chiba 13               | 3                  | Gewählt für die LDP, Austritt im Februar 2021 |
| Masayoshi Shintani   | L            | Hiroshima 4            | 3                  | |
| Yoshitaka Shindō     | L            | Saitama 2              | 7                  | |
| Yoshinori Suematsu   | D            | Vw. Tokio              | 6                  | Gewählt für die KDP |
| Yoshihide Suga       | L            | Kanagawa 2             | 8                  | |
| Isshū Sugawara       | L            | Tokio 9                | 6                  | Rücktritt im Juni 2021 nach Wiederaufnahme eines 2020 zunächst eingestellten Verfahrens wegen Verstößen gegen das Wahlgesetz |
| Mio Sugita           | L            | Vw. Chūgoku            | 2                  | |
| Kazumi Sugimoto      | Ishin        | Vw. Tōkai              | 3                  | |
| Keisuke Suzuki       | L            | Kanagawa 7             | 4                  | |
| Shun’ichi Suzuki     | L            | Iwate 2                | 9                  | |
| Shunji Suzuki        | L            | Vw. Tōkai              | 5                  | |
| Takako Suzuki        | L            | Vw. Hokkaidō           | 3                  | |
| Norikazu Suzuki      | L            | Yamagata 2             | 3                  | |
| Hayato Suzuki        | L            | Tokio 10               | 2                  | |
| Ken’ichirō Seki      | D            | Vw. Tōkai              | 1                  | Gewählt für die Kibō no Tō, Wechsel zur „neuen“ KDP im September 2020 |
| Yoshihiro Seki       | L            | Hyōgo 3                | 4                  | |
| Kentarō Sonoura      | L            | Chiba 5                | 4                  | |
| Hiroyuki Sonoda      | L            | Vw. Kyūshū             | 11                 | † 11. November 2018 |
| Masaaki Taira        | L            | Tokio 4                | 5                  | |
| Takashi Takai        | fraktionslos | Vw. Chūgoku            | 3                  | Gewählt für die KDP, Austrittsgesuch und Ausschluss aus KDP & D-Fraktion im April 2020, im Oktober zur DVP-Fraktion, Austritt aus der DVP-Fraktion und Beitritt zur Partei Reiwa Shinsengumi im Oktober 2021                                                   |
| Sanae Takaichi       | L            | Nara 2                 | 8                  | |
| Kei Takagi           | L            | Vw. Tokio              | 1                  | |
| Tsuyoshi Takagi      | L            | Fukui 2                | 7                  | |
| Michiyo Takagi       | Kōmeitō      | Vw. Tokio              | 6                  | |
| Yōsuke Takagi        | Kōmeitō      | Vw. Tokio              | 8                  | |
| Rentarō Takagi       | D            | Vw. Nord-Kantō         | 1                  | Gewählt für die KDP |
| Shūichi Takatori     | L            | Niigata 6              | 4                  | |
| Chizuko Takahashi    | KPJ          | Vw. Tōhoku             | 6                  | |
| Hinako Takahashi     | L            | Vw. Tōhoku             | 3                  | |
| Shunsuke Takei       | L            | Miyazaki 1             | 3                  | |
| Norio Takeuchi       | D            | Vw. Shikoku            | 1 [+1 im Sangiin]  | Gewählt für die KDP |
| Yuzuru Takeuchi      | Kōmeitō      | Vw. Kinki              | 5                  | |
| Wataru Takeshita     | L            | Shimane 2              | 7                  | † 17. September 2021 |
| Ryōta Takeda         | L            | Fukuoka 11             | 6                  | |
| Arata Takebe         | L            | Hokkaidō 12            | 3                  | |
| Nobuhide Takemura    | L            | Shiga 3                | 3                  | |
| Naokazu Takemoto     | L            | Osaka 15               | 8                  | |
| Kaname Tajima        | D            | Vw. Süd-Kantō          | 6                  | Gewählt für die Kibō no Tō, Austritt und Beitritt zur Fraktion Mushozoku no Kai im Mai 2018, Wechsel zur KDP-Fraktion im Januar 2019, Beitritt zur „neuen“ KDP im September 2020                                                                               |
| Keiichirō Tachibana  | L            | Toyama 3               | 4                  | |
| Yoshinori Tadokoro   | L            | Ibaraki 1              | 3                  | |
| Kazunori Tanaka      | L            | Kanagawa 10            | 8                  | |
| Hideyuki Tanaka      | L            | Kyōto 4                | 3                  | |
| Ryōsei Tanaka        | L            | Saitama 15             | 4                  | |
| Yasufumi Tanahashi   | L            | Gifu 2                 | 8                  | |
| Kōichi Tani          | L            | Hyōgo 5                | 6                  | |
| Tomu Tanigawa        | L            | Vw. Kinki              | 2                  | |
| Yaichi Tanigawa      | L            | Nagasaki 3             | 6                  | |
| Takashi Tanihata     | Ishin        | Vw. Kinki              | 8 [+1 im Sangiin]  | Rücktritt aus gesundheitlichen Gründen im April 2020 |
| Taidō Tanose         | fraktionslos | Nara 3                 | 3                  | Gewählt für die LDP, Austritt im Januar 2021 |
| Tsuyoshi Tabata      | L            | Vw. Tōkai              | 3                  | Rücktritt im März 2019 über Vergewaltigungsvorwürfe |
| Hiroaki Tabata       | L            | Toyama 1               | 3                  | |
| Denny Tamaki         | LP           | Okinawa 3              | 4                  | Gewählt als LP-Mitglied ohne Parteinominierung, Rücktritt im September 2018 für Gouverneurswahlkandidatur in Okinawa |
| Yūichirō Tamaki      | DVP          | Kagawa 2               | 4                  | Gewählt für die Kibō no Tō, im Oktober 2020 bei Auflösung der KDP-DVP-Fraktionsgemeinschaft zur DVP-Fraktion |
| Takaaki Tamura       | KPJ          | Vw. Kyūshū             | 2                  | |
| Norihisa Tamura      | L            | Mie 1                  | 8                  | |
| Shinji Tarutoko      | fraktionslos | Vw. Kinki              | 6                  | Gewählt für die Kibō no Tō, Austritt im Mai 2018; Rücktritt im Januar 2019 für Nachwahlkandidatur Osaka 12 |
| Kiyoto Tsuji         | L            | Tokio 2                | 3                  | |
| Jun Tsushima         | L            | Aomori 1               | 3                  | |
| Kiyomi Tsujimoto     | D            | Osaka 10               | 7                  | Gewählt für die KDP |
| Shinako Tsuchiya     | L            | Saitama 13             | 7                  | |
| Keisuke Tsumura      | D            | Vw. Chūgoku            | 6                  | Gewählt für die Kibō no Tō, Wechsel zur „neuen“ KDP im September 2020 |
| Minoru Debata        | L            | Vw. Süd-Kantō          | 1                  | Nachrücker für Noriko Miyagawa im September 2019 |
| Yoshio Tezuka        | D            | Vw. Tokio              | 4                  | Gewählt für die KDP |
| Manabu Terata        | D            | Vw. Tōhoku             | 5                  | Gewählt für die Kibō no Tō, Austritt und Beitritt zur KDP-Fraktion im Mai 2018, Beitritt zur „neuen“ KDP im September 2020 |
| Minoru Terada        | L            | Hiroshima 5            | 5                  | |
| Kantoku Teruya       | D            | Okinawa 2              | 6 [+1 im Sangiin]  | Gewählt für die SDP |
| Tōru Doi             | L            | Miyagi 1               | 4                  | |
| Kiyohiko Tōyama      | Kōmeitō      | Vw. Kyūshū             | 4 [+2 im Sangiin]  | Rücktritt im Februar 2021 |
| Kisaburō Tokai       | L            | Hyōgo 10               | 9                  | |
| Hiroyuki Togashi     | L            | Akita 1                | 3                  | |
| Naomi Tokashiki      | L            | Osaka 7                | 4                  | |
| Tsutomu Tomioka      | L            | Vw. Kyūshū             | 4                  | |
| Shigeyuki Tomita     | Kōmeitō      | Vw. Süd-Kantō          | 8                  | |
| Takashi Nagao        | L            | Osaka 14               | 3                  | |
| Hideki Nagao         | D            | Vw. Kinki              | 1                  | Gewählt für die KDP |
| Keiko Nagaoka        | L            | Vw. Nord-Kantō         | 5                  | |
| Masaharu Nakagawa    | D            | Mie 2                  | 8                  | Gewählt als DFP-Mitglied ohne Parteinominierung, zur Fraktion Mushozoku no Kai, Parteiaustritt im Mai 2018, Wechsel zur KDP-Fraktion im Dezember 2018, Beitritt zur KDP im September 2019                                                                      |
| Yasumasa Nagasaka    | L            | Aichi 9                | 3                  | |
| Akihisa Nagashima    | L            | Tokio 21               | 6                  | Gewählt für die Kibō no Tō, Austritt im April/Mai 2018, Gründung der Fraktion Mirai Nippon im Oktober 2018, Beitritt zur LDP im Juni 2019, zur LDP-Fraktion im Juli 2019                                                                                       |
| Katsuhito Nakajima   | D            | Yamanashi 1            | 3                  | Gewählt als DFP-Mitglied ohne Parteinominierung, fraktionslos, Parteiaustritt im Mai 2018, zur Fraktion Shakaihoshō o tatenaosu kokumin kaigi im Januar 2019, Beitritt zur „neuen“ KDP im September 2020                                                       |
| Yasutaka Nakasone    | L            | Vw. Nord-Kantō         | 1                  | |
| Kazuma Nakatani      | D            | Vw. Süd-Kantō          | 1                  | Gewählt für die KDP |
| Gen Nakatani         | L            | Kōchi 1                | 10                 | |
| Shin’ichi Nakatani   | L            | Vw. Süd-Kantō          | 3                  | |
| Akira Nagatsuma      | D            | Tokio 7                | 7                  | Gewählt für die KDP |
| Kazuyuki Nakane      | L            | Vw. Nord-Kantō         | 4                  | |
| Hiromasa Nakano      | Kōmeitō      | Hyōgo 8                | 3                  | |
| Kishirō Nakamura     | D            | Ibaraki 7              | 14                 | Parteilos gewählt, fraktionslos, Beitritt zur Fraktion Mushozoku no Kai im Januar 2018, Wechsel zur KDP-Fraktion im Januar 2019, Beitritt zur „neuen“ KDP im September 2020                                                                                    |
| Hiroyuki Nakamura    | L            | Hokkaidō 4             | 3                  | |
| Nariaki Nakayama     | DVP          | Vw. Kyūshū             | 8                  | Gewählt für die Kibō no Tō, Verbleib bei der Rumpf- bzw. Wechsel zur neuen Kibō no Tō im Mai 2018, im Oktober 2020 zur DVP-Fraktion |
| Norihiro Nakayama    | L            | Vw. Süd-Kantō          | 3                  | |
| Yasuhide Nakayama    | L            | Osaka 4                | 5                  | |
| Toshihiro Nikai      | L            | Wakayama 3             | 12                 | |
| Hideko Nishioka      | DVP          | Nagasaki 1             | 1                  | Gewählt für die Kibō no Tō, im Oktober 2020 bei Auflösung der KDP-DVP-Fraktionsgemeinschaft zur DVP-Fraktion |
| Shōji Nishida        | L            | Ishikawa 3             | 1                  | |
| Akihiro Nishimura    | L            | Miyagi 3               | 5                  | |
| Chinami Nishimura    | D            | Niigata 1              | 5                  | Gewählt für die KDP |
| Yasutoshi Nishimura  | L            | Hyōgo 9                | 6                  | |
| Kōsaburō Nishime     | L            | Okinawa 4              | 5                  | |
| Hideki Niwa          | L            | Aichi 6                | 5                  | |
| Fukushirō Nukaga     | L            | Ibaraki 2              | 12                 | |
| Takumi Nemoto        | L            | Fukushima 2            | 8                  | |
| Yukinori Nemoto      | L            | Aichi 15               | 3                  | |
| Seiko Noda           | L            | Gifu 1                 | 9                  | |
| Takeshi Noda         | L            | Kumamoto 2             | 16                 | |
| Yoshihiko Noda       | D            | Chiba 4                | 8                  | Gewählt als DFP-Mitglied ohne Parteinominierung, zur Fraktion Mushozoku no Kai, Parteiaustritt im Mai 2018, Beitritt zur „neuen“ KDP im September 2020 |
| Atsushi Nonaka       | L            | Saitama 12             | 3                  | |
| Kōichi Hagiuda       | L            | Tokio 24               | 5                  | |
| Gaku Hashimoto       | L            | Okayama 4              | 4                  | |
| Hiroshi Hase         | L            | Ishikawa 1             | 7 [+1 im Sangiin]  | |
| Kaichi Hasegawa      | D            | Vw. Nord-Kantō         | 1                  | Gewählt für die KDP |
| Kimie Hatano         | KPJ          | Vw. Süd-Kantō          | 2 [+1 im Sangiin]  | |
| Akihiro Hatsushika   | fraktionslos | Vw. Tokio              | 3                  | Gewählt für die KDP, Austritt aus der D-Fraktion im Januar 2020, Rücktritt im Oktober 2020 |
| Jirō Hatoyama        | L            | Fukuoka 6              | 2                  | |
| Yasuhiro Hanashi     | L            | Ibaraki 3              | 5                  | |
| Nobuyuki Baba        | Ishin        | Osaka 17               | 3                  | |
| Yasukazu Hamada      | L            | Chiba 12               | 9                  | |
| Masakazu Hamachi     | Kōmeitō      | Vw. Kyūshū             | 3                  | |
| Susumu Hamamura      | Kōmeitō      | Vw. Kinki              | 3                  | |
| Motoo Hayashi        | L            | Chiba 10               | 9                  | |
| Kazuhiro Haraguchi   | D            | Saga 1                 | 8                  | Gewählt als DFP-Mitglied ohne Parteinominierung, zur Fraktion Mushozoku no Kai, Fraktionswechsel zur Kibō-/DVP-Fraktion bei Parteifusion der DFP zur DVP im Mai 2018, Parteiwechsel zur „neuen“ KDP im September 2020                                          |
| Kenji Harada         | L            | Osaka 9                | 4                  | |
| Yoshiaki Harada      | L            | Fukuoka 5              | 8                  | |
| Kimichika Hyakutake  | L            | Vw. Nord-Kantō         | 1                  | |
| Yūta Hiyoshi         | D            | Vw. Tōkai              | 1                  | Gewählt für die KDP, Wechsel zur LP im Oktober 2018, Fraktionsgemeinschaft mit DVP seit Januar 2019, Fusion in die DVP im April 2019, Wechsel zur „neuen“ KDP im September 2020                                                                                |
| Takuya Hirai         | L            | Kagawa 1               | 7                  | |
| Hiroshi Hiraguchi    | L            | Hiroshima 2            | 4                  | |
| Katsuei Hirasawa     | L            | Tokio 17               | 8                  | |
| Hirofumi Hirano      | D            | Osaka 11               | 7                  | Gewählt als DFP-Mitglied ohne Parteinominierung, zur Fraktion Mushozoku no Kai, Fraktionswechsel zur Kibō-/DVP-Fraktion bei Parteifusion der DFP zur DVP im Mai 2018, Parteiwechsel zur „neuen“ KDP im September 2020                                          |
| Hajime Hirota        | D            | Kōchi 2                | 1 [+2 im Sangiin]  | Gewählt als DFP-Mitglied ohne Parteinominierung, zur Fraktion Mushozoku no Kai, Parteiaustritt im Mai 2018, Beitritt zur „neuen“ KDP im September 2020 |
| Yōichi Fukazawa      | L            | Shizuoka 4             | 1                  | Nachwahl am 26. April 2020 |
| Teru Fukui           | L            | Vw. Shikoku            | 7                  | |
| Akio Fukuda          | D            | Tochigi 2              | 5                  | Gewählt als DFP-Mitglied ohne Parteinominierung, zur Fraktion Mushozoku no Kai, Parteiaustritt und Beitritt zur KDP (Partei und -Fraktion) im Mai 2018 |
| Tatsuo Fukuda        | L            | Gunma 4                | 3                  | |
| Mamoru Fukuyama      | L            | Vw. Shikoku            | 3                  | |
| Hisayuki Fujii       | L            | Hyōgo 4                | 3                  | |
| Fumitake Fujita      | Ishin        | Osaka 12               | 1                  | Nachwahl am 21. April 2019 |
| Yasufumi Fujino      | KPJ          | Vw. Hokuriku-Shin’etsu | 2                  | |
| Satoshi Fujimaru     | L            | Fukuoka 7              | 3                  | |
| Takashi Fujiwara     | L            | Vw. Tōhoku             | 3                  | |
| Hajime Funada        | L            | Tochigi 1              | 12                 | |
| Toshimitsu Funahashi | L            | Vw. Hokkaidō           | 2                  | |
| Motohisa Furukawa    | DVP          | Aichi 2                | 8                  | Gewählt für die Kibō no Tō, im Oktober 2020 bei Auflösung der KDP-DVP-Fraktionsgemeinschaft zur DVP-Fraktion |
| Yasushi Furukawa     | L            | Vw. Kyūshū             | 2                  | |
| Yoshihisa Furukawa   | L            | Miyazaki 3             | 6                  | |
| Keiichi Furuta       | L            | Vw. Chūgoku            | 2                  | |
| Shin’ichirō Furumoto | D            | Aichi 11               | 6                  | Gewählt für die Kibō no Tō, seit der Auflösung der „alten“/Bildung der „neuen“ DVP im September 2020 parteilos |
| Keiji Furuya         | L            | Gifu 5                 | 10                 | |
| Noriko Furuya        | Kōmeitō      | Vw. Süd-Kantō          | 6                  | |
| Yasushi Hosaka       | L            | Saitama 4              | 1                  | |
| Tsuyoshi Hoshino     | L            | Vw. Süd-Kantō          | 3                  | |
| Ken’ichi Hosoda      | L            | Vw. Hokuriku-Shin’etsu | 3                  | |
| Hiroyuki Hosoda      | L            | Shimane 1              | 10                 | |
| Gōshi Hosono         | L            | Shizuoka 5             | 7                  | Gewählt für die Kibō no Tō, Austritt im Mai 2018, Beitritt zur Nikai-Faktion der LDP im Januar 2019, Beitritt zur LDP-Fraktion im Juli 2019 |
| Manabu Horii         | L            | Hokkaidō 9             | 3                  | |
| Noriko Horiuchi      | L            | Yamanashi 2            | 3                  | Gewählt ohne Parteinominierung, rückwirkend nachnominiert |
| Keinin Horikoshi     | D            | Vw. Nord-Kantō         | 1                  | Gewählt für die KDP |
| Tarō Honda           | L            | Kyōto 5                | 1                  | |
| Hiranao Honda        | D            | Vw. Hokkaidō           | 3                  | Gewählt für die KDP, Rücktritt im Juli 2021 über umstrittene Äußerungen zum Schutzalter |
| Seiji Maehara        | DVP          | Kyōto 2                | 9                  | Gewählt als DFP-Vorsitzender ohne Parteinominierung, von Beginn zur Kibō-Fraktion, Parteiwechsel kurz danach, im Oktober 2020 bei Auflösung der KDP-DVP-Fraktionsgemeinschaft zur DVP-Fraktion                                                                 |
| Yoshio Maki          | D            | Vw. Tōkai              | 6                  | Gewählt für die Kibō no Tō, Wechsel zur „neuen“ KDP im September 2020 |
| Karen Makishima      | L            | Kanagawa 17            | 3                  | |
| Hideki Makihara      | L            | Vw. Nord-Kantō         | 4                  | |
| Keigo Masuya         | Kōmeitō      | Vw. Chūgoku            | 8                  | |
| Akihiro Matsuo       | D            | Vw. Tokio              | 1                  | Nachrücker von der KDP-Liste 2017 für Akihiro Hatsushika im November 2020 |
| Kenkō Matsuki        | D            | Hokkaidō 2             | 5                  | Nachwahl am 25. April 2021 |
| Midori Matsushima    | L            | Tokio 14               | 6                  | |
| Isao Matsuda         | D            | Vw. Tōkai              | 1                  | Gewählt für die KDP |
| Kōichi Matsudaira    | D            | Vw. Hokuriku-Shin’etsu | 1                  | Gewählt für die KDP |
| Hirokazu Matsuno     | L            | Chiba 3                | 7                  | |
| Jin Matsubara        | D            | Vw. Tokio              | 7                  | Gewählt für die Kibō no Tō, Austritt im April 2018, Beitritt zur Fraktion Shakaihoshō o tatenaosu kokumin kaigi im Mai 2019, Beitritt zur „neuen“ KDP im September 2020                                                                                        |
| Jun Matsumoto        | fraktionslos | Kanagawa 1             | 7                  | Gewählt für die LDP, Austritt im Februar 2021 |
| Takeaki Matsumoto    | L            | Hyōgo 11               | 7                  | |
| Fumiaki Matsumoto    | L            | Vw. Tokio              | 4                  | |
| Yōhei Matsumoto      | L            | Tokio 19               | 4                  | |
| Sumio Mabuchi        | D            | Vw. Kinki              | 6                  | Nachrücker (Kibō-Liste) für Shinji Tarutoko im Februar 2019, Beteiligung an KDP-DVP-Fraktionsgemeinschaft im Oktober 2019; Beitritt zur DVP im Juni 2020, Parteiwechsel zur „neuen“ KDP im September 2020                                                      |
| Hodaka Maruyama      | fraktionslos | Osaka 19               | 3                  | Gewählt für Ishin, Ausschluss im Mai 2019, Beitritt zu NKoku im Juli 2019 |
| Yasushi Miura        | L            | Vw. Chūgoku            | 1                  | automatischer Mandatsverlust im Juli 2019 durch Kandidatur bei Wahl zum Sangiin |
| Hidehiro Mitani      | L            | Vw. Süd-Kantō          | 2                  | |
| Daiki Michishita     | D            | Hokkaidō 1             | 1                  | Gewählt für die KDP |
| Hiromi Mitsubayashi  | L            | Saitama 14             | 3                  | |
| Norio Mitsuya        | L            | Mie 4                  | 6                  | |
| Takashi Midorikawa   | D            | Vw. Tōhoku             | 1                  | Gewählt für die Kibō no Tō, Wechsel zur „neuen“ KDP im September 2020 |
| Teruo Minobe         | Ishin        | Vw. Kinki              | 1                  | Nachrücker für Takashi Tanihata im April 2020 |
| Nobuhide Minorikawa  | L            | Akita 3                | 5                  | |
| Asahiko Mihara       | L            | Fukuoka 9              | 8                  | |
| Hideki Miyauchi      | L            | Fukuoka 4              | 3                  | |
| Shin Miyakawa        | D            | Vw. Süd-Kantō          | 1                  | Gewählt für die KDP |
| Noriko Miyagawa      | L            | Vw. Süd-Kantō          | 3                  | † 12. September 2019 |
| Mitsuhiro Miyakoshi  | L            | Toyama 2               | 8                  | |
| Masahisa Miyazaki    | L            | Vw. Kyūshū             | 3                  | Nachrücker im November 2018 für Hiroyuki Sonoda |
| Hiroyuki Miyazawa    | L            | Shizuoka 3             | 3                  | |
| Takuma Miyaji        | L            | Vw. Kyūshū             | 2                  | |
| Ichirō Miyashita     | L            | Nagano 5               | 5                  | |
| Takeshi Miyamoto     | KPJ          | Vw. Kinki              | 1                  | Rücktritt im April 2019 für Nachwahlkandidatur Osaka 12 |
| Tōru Miyamoto        | KPJ          | Vw. Tokio              | 2                  | |
| Shunsuke Mutai       | L            | Vw. Hokuriku-Shin’etsu | 3                  | |
| Yōji Mutō            | L            | Gifu 3                 | 4                  | |
| Kōichi Munekiyo      | L            | Osaka 13               | 2                  | |
| Hideki Murai         | L            | Saitama 1              | 3                  | |
| Seiichirō Murakami   | L            | Ehime 2                | 11                 | |
| Fumiyoshi Murakami   | D            | Vw. Kinki              | 3                  | Gewählt für die KDP |
| Yoshio Mochizuki     | L            | Shizuoka 4             | 8                  | † 19. Dezember 2019 |
| Toshimitsu Motegi    | L            | Tochigi 5              | 9                  | |
| Kentarō Motomura     | Shakaihoshō  | Vw. Süd-Kantō          | 3                  | Gewählt für die Kibō no Tō, Austritt und Beitritt zur Fraktion Mushozoku no Kai im Mai 2018, Rücktritt im März 2019 für Bürgermeisterkandidatur in Sagamihara                                                                                                  |
| Nobuko Motomura      | KPJ          | Vw. Tōkai              | 2                  | |
| Eisuke Mori          | L            | Chiba 11               | 10                 | |
| Natsue Mori          | Ishin        | Vw. Kinki              | 1                  | |
| Toshikazu Morita     | D            | Vw. Nord-Kantō         | 1                  | Gewählt für die Kibō no Tō, Wechsel zur „neuen“ KDP im September 2020 |
| Hiroshi Moriyama     | L            | Kagoshima 4            | 6 [+1 im Sangiin]  | |
| Hiroyuki Moriyama    | D            | Vw. Kinki              | 2                  | Gewählt für die KDP |
| Masahito Moriyama    | L            | Hyōgo 1                | 4                  | |
| Masayoshi Yagami     | D            | Vw. Kyūshū             | 3                  | Gewählt für die KDP |
| Tetsuya Yagi         | L            | Vw. Tōkai              | 3                  | |
| Hajime Yatagawa      | D            | Vw. Süd-Kantō          | 2                  | DVP-Nachrücker (von der Kibō-Liste) für Kentarō Motomura im März 2019, Wechsel zur „neuen“ KDP im September 2020 |
| Kazuo Yana           | L            | Tochigi 3              | 3                  | |
| Kōichi Yamauchi      | D            | Vw. Kyūshū             | 4                  | Gewählt für die KDP |
| Shiori Yamao         | DVP          | Aichi 7                | 3                  | Parteilos gewählt (DFP-Austritt kurz vor der Wahl), von Beginn zur KDP-Fraktion, Parteibeitritt im Dezember 2017, Parteiaustritt im März 2020, Beitritt zur DVP im Juni 2020, im Oktober 2020 bei Auflösung der KDP-DVP-Fraktionsgemeinschaft zur DVP-Fraktion |
| Tatsumaru Yamaoka    | D            | Vw. Hokkaidō           | 2                  | Gewählt für die Kibō no Tō, Wechsel zur „neuen“ KDP im September 2020 |
| Yuriko Yamakawa      | D            | Vw. Nord-Kantō         | 1                  | Gewählt für die KDP |
| Daishirō Yamagiwa    | L            | Kanagawa 18            | 5                  | |
| Shun’ichi Yamaguchi  | L            | Tokushima 2            | 10                 | |
| Taimei Yamaguchi     | L            | Saitama 10             | 7                  | |
| Tsuyoshi Yamaguchi   | L            | Hyōgo 12               | 6                  | |
| Makoto Yamazaki      | D            | Vw. Tōhoku             | 2                  | Gewählt für die KDP |
| Maya Yamazaki        | DVP          | Vw. Hokkaidō           | 2                  | DVP-Nachrückerin (von der damaligen KDP-Liste!) für Hiranao Honda im August 2021 |
| Takashi Yamashita    | L            | Okayama 2              | 3                  | |
| Kenji Yamada         | L            | Hyōgo 7                | 3                  | |
| Miki Yamada          | L            | Vw. Tokio              | 3                  | |
| Kazunori Yamanoi     | D            | Vw. Kinki              | 7                  | Gewählt für die Kibō no Tō, Austrittsgesuch und Ausschluss aus der DVP und Beitritt zur KDP-Fraktion im Juli 2019, Beitritt zur „neuen“ KDP im September 2020                                                                                                  |
| Ikuo Yamahana        | D            | Vw. Tokio              | 4                  | Gewählt für die KDP |
| Kōichi Yamamoto      | L            | Ehime 4                | 9                  | |
| Kōzō Yamamoto        | L            | Fukuoka 10             | 8                  | |
| Taku Yamamoto        | L            | Vw. Hokuriku-Shin’etsu | 8                  | |
| Tomohiro Yamamoto    | L            | Vw. Süd-Kantō          | 4                  | |
| Yūji Yamamoto        | L            | Vw. Shikoku            | 10                 | |
| Wakako Yamamoto      | D            | Vw. Hokuriku-Shin’etsu | 1                  | Gewählt für die KDP |
| Tomohiro Yara        | D            | Okinawa 3              | 1                  | Nachwahl als LP-Mitglied ohne Parteinominierung am 21. April 2019, anschließend Fusion in die DVP, Wechsel zur „neuen“ KDP im September 2020 |
| Michiyoshi Yunoki    | D            | Vw. Chūgoku            | 5                  | Gewählt für die Kibō no Tō, DVP-Austrittsgesuch und Ausschluss im August 2018, Beitritt zur KDP-Fraktion im Juli 2019, Beitritt zur „neuen“ KDP im September 2020                                                                                              |
| Katsuhiko Yokomitsu  | D            | Vw. Kyūshū             | 7                  | Gewählt für die KDP |
| Hiroyuki Yoshiie     | L            | Kanagawa 16            | 3 [+1 im Sangiin]  | |
| Takamori Yoshikawa   | L            | Hokkaidō 2             | 6                  | Rücktritt aus gesundheitlichen Gründen im Dezember 2020, Anklage in Spendenskandal im Januar 2021 |
| Takeru Yoshikawa     | L            | Vw. Tōkai              | 2                  | Nachrücker für Tsuyoshi Tabata im März 2019 |
| Hajime Yoshikawa     | D            | Vw. Kyūshū             | 3                  | Gewählt für die SDP, Parteiwechsel zur KDP im Dezember 2020 |
| Tsunehiko Yoshida    | D            | Vw. Tōkai              | 2                  | Gewählt für die KDP |
| Nobuhiro Yoshida     | Kōmeitō      | Vw. Kyūshū             | 2                  | Nachrücker für Kiyohiko Tōyama im Februar 2021 |
| Masayoshi Yoshino    | L            | Fukushima 5            | 7                  | |
| Hirofumi Ryū         | D            | Kanagawa 9             | 6                  | Gewählt für die Kibō no Tō, Austritt im Mai 2018, Gründung der Fraktion Mirai Nippon im Oktober 2018, mit Auflösung der Fraktion im Juli 2019 fraktionslos, Beitritt zur D-Fraktion im Januar 2020                                                             |
| Kenji Wakamiya       | L            | Tokio 5                | 4                  | |
| Eiichirō Washio      | L            | Niigata 2              | 5                  | Gewählt als DFP-Mitglied ohne Parteinominierung, fraktionslos, Parteiaustritt im November 2017, Beitritt zur LDP im März 2019 |
| Yuki Waseda          | D            | Kanagawa 4             | 1                  | Gewählt für die KDP |
| Yoshiaki Wada        | L            | Hokkaidō 5             | 2                  | |
| Kōichi Watanabe      | L            | Vw. Hokkaidō           | 3                  | |
| Shū Watanabe         | D            | Shizuoka 6             | 8                  | Gewählt für die Kibō no Tō, Wechsel zur „neuen“ KDP im September 2020 |
| Hiromichi Watanabe   | L            | Chiba 6                | 7                  | |
| Yōko Wanibuchi       | Kōmeitō      | Vw. Kinki              | 1 [+1 im Sangiin]  | |